# Phoenicophanta polyrrhoda
Phoenicophanta polyrrhoda är en fjärilsart som beskrevs av Walter 1928. Phoenicophanta polyrrhoda ingår i släktet Phoenicophanta och familjen nattflyn. Inga underarter finns listade i Catalogue of Life.